# Campionati europei di ciclismo su pista - Corsa a punti maschile

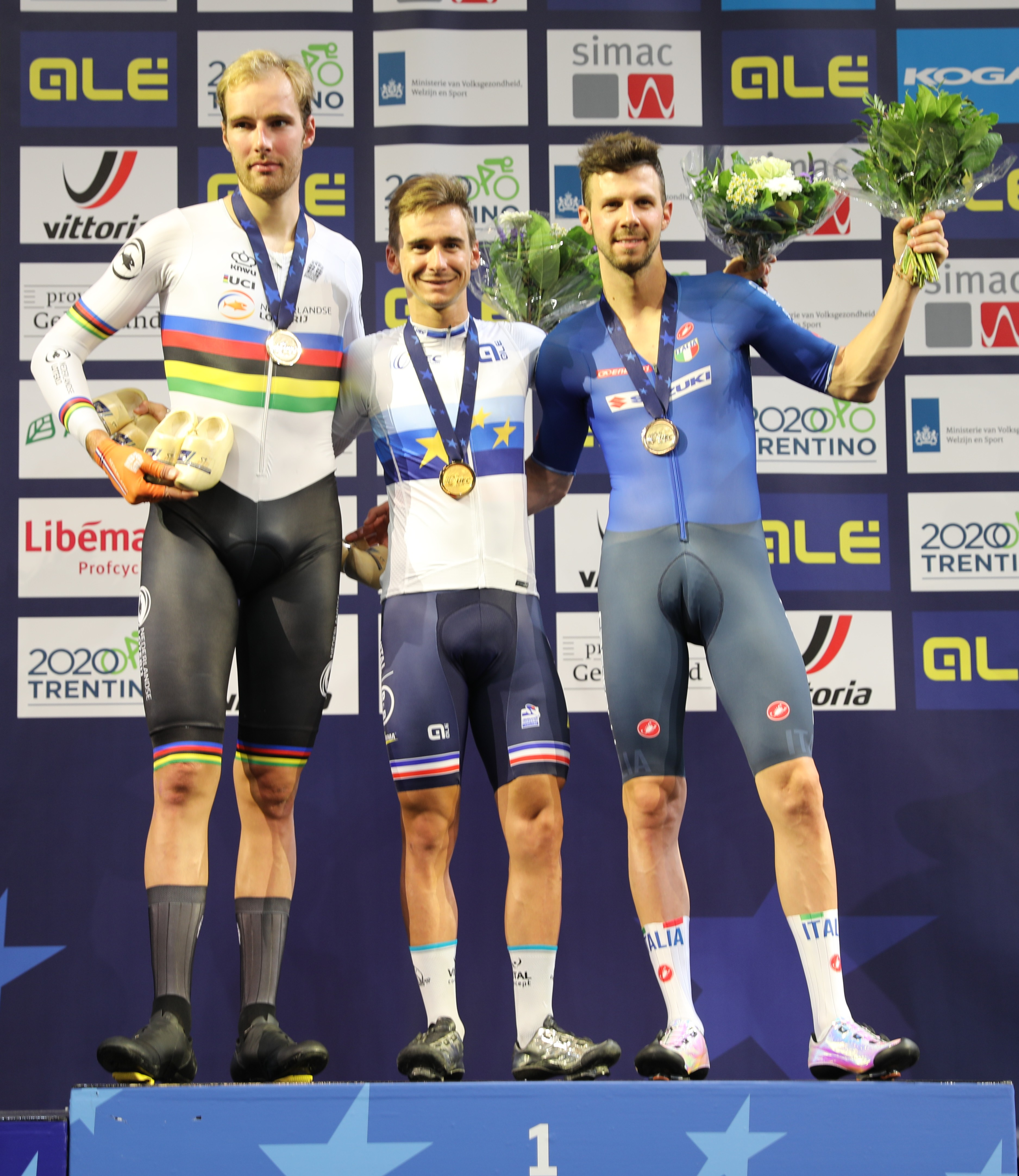
Il podio dell'edizione 2019: da sinistra Jan-Willem van Schip, Bryan Coquard, Michele Scartezzini

La corsa a punti maschile è una delle prove inserite nel programma dei campionati europei di ciclismo su pista. Si svolge dalla seconda edizione dei campionati, nel 2011.

## Albo d'oro
Aggiornato all'edizione 2025.
| Anno | Vincitrice            | Secondo              | Terzo                |
| ---- | --------------------- | -------------------- | -------------------- |
| 2011 | Rafał Ratajczyk       | Silvan Dillier       | Milan Kadlec         |
| 2012 | Elia Viviani          | Kirill Sveshnikov    | Sergiy Lagkuti       |
| 2013 | Elia Viviani          | Thomas Boudat        | Eloy Teruel          |
| 2014 | Benjamin Thomas       | Liam Bertazzo        | Henning Bommel       |
| 2015 | Wojciech Pszczolarski | Benjamin Thomas      | Claudio Imhof        |
| 2016 | Niklas Larsen         | Kenny De Ketele      | Raman Ramanau        |
| 2017 | Alan Banaszek         | Niklas Larsen        | Maximilian Beyer     |
| 2018 | Wojciech Pszczolarski | Kenny De Ketele      | Stefan Matzner       |
| 2019 | Bryan Coquard         | Jan-Willem van Schip | Michele Scartezzini  |
| 2020 | Sebastián Mora        | Matteo Donegà        | Daniel Crista        |
| 2021 | Benjamin Thomas       | Iúri Leitão          | Vlas Šičkin          |
| 2022 | Benjamin Thomas       | Robbe Ghys           | Vincent Hoppezak     |
| 2023 | Simone Consonni       | Albert Torres        | Donavan Grondin      |
| 2024 | Niklas Larsen         | Sebastián Mora       | Oscar Nilsson-Julien |
| 2025 | Iúri Leitão           | Yanne Dorenbos       | Jasper De Buyst      |

## Medagliere
| Pos.   | Paese       | Oro | Argento | Bronzo | Totale |
| ------ | ----------- | --- | ------- | ------ | ------ |
| 1      | Francia     | 4   | 2       | 2      | 8      |
| 2      | Polonia     | 4   | 0       | 0      | 4      |
| 3      | Italia      | 3   | 2       | 1      | 6      |
| 4      | Danimarca   | 2   | 1       | 0      | 3      |
| 5      | Spagna      | 1   | 2       | 1      | 4      |
| 6      | Portogallo  | 1   | 1       | 0      | 2      |
| 7      | Belgio      | 0   | 3       | 1      | 4      |
| 8      | Paesi Bassi | 0   | 2       | 1      | 3      |
| 9      | Svizzera    | 0   | 1       | 1      | 2      |
| 9      | Russia      | 0   | 1       | 1      | 2      |
| 11     | Germania    | 0   | 0       | 2      | 2      |
| 12     | Rep. Ceca   | 0   | 0       | 1      | 1      |
| 12     | Ucraina     | 0   | 0       | 1      | 1      |
| 12     | Bielorussia | 0   | 0       | 1      | 1      |
| 12     | Austria     | 0   | 0       | 1      | 1      |
| 12     | Romania     | 0   | 0       | 1      | 1      |
| Totale | Totale      | 15  | 15      | 15     | 45     |

| Pos. | Atleta                | Oro | Argento | Bronzo | Totale |
| ---- | --------------------- | --- | ------- | ------ | ------ |
| 1    | Benjamin Thomas       | 4   | 1       | 0      | 5      |
| 2    | Niklas Larsen         | 2   | 1       | 0      | 3      |
| 3    | Elia Viviani          | 2   | 0       | 0      | 2      |
| 3    | Wojciech Pszczolarski | 2   | 0       | 0      | 2      |
| 5    | Sebastián Mora        | 1   | 1       | 0      | 2      |
| 5    | Iúri Leitão           | 1   | 1       | 0      | 2      |
| 7    | Rafał Ratajczyk       | 1   | 0       | 0      | 1      |
| 7    | Alan Banaszek         | 1   | 0       | 0      | 1      |
| 7    | Bryan Coquard         | 1   | 0       | 0      | 1      |
| 7    | Simone Consonni       | 1   | 0       | 0      | 1      |